# ESUS
ESUS (embolic stroke of undetermined source, zu deutsch etwa: embolischer Schlaganfall mit nicht bestimmter Emboliequelle) bezeichnet in der Neurologie eine spezielle Form des ischämischen, also minderdurchblutungsbedingten, Schlaganfalls. Es handelt sich hierbei um eine Unterklasse der nach der TOAST-Klassifikation definierten kryptogenen Hirninfarkte (Hirninfarkte unklarer Ursache (=Ätiologie)). Hieraus ergeben sich behandlungsrelevante Unterschiede zu anderen Entitäten.

## Kriterien
Es wurden die folgenden Kriterien für die Diagnose eines ESUS definiert, die eine vollständige ausgeführte Diagnostik voraussetzen:
- Vorliegen eines bildmorphologisch nachweisbaren Infarktareales im Gehirn mit einem nicht-lakunären Verteilungsmuster
- Fehlender Nachweis einer > 50-prozentigen Stenose eines intra- oder extrakraniellen Gefäßes, das das Infarktareal mitversorgt
- Fehlender Nachweis eines Hauptrisikofaktors für eine kardiale Emboliequelle (z. B. Vorhofflimmern)
- Fehlender Nachweis einer anderen Schlaganfallätiologie (z. B. Dissektionen, Arteriitis)

## Diagnostik und Therapie
In der Vergangenheit wurden Studien durchgeführt, in denen eine Überlegenheit von DOAKS bei der Sekundärprophylaxe des ESUS gegenüber ASS nachgewiesen werden sollte. Alle bisherigen Studien hatten ein negatives Ergebnis. Daher ist die Behandlungsempfehlung momentan die gleiche wie bei anderen Schlaganfällen ungeklärter Ätiologie (engl.: cryptogenic stroke) und es sollte bei mangelnder Indikation für eine orale Antikoagulation eine Sekundärprophylaxe mittels ASS erfolgen. Eine besondere Rolle spielt allerdings die kardiale Diagnostik zur Abklärung einer möglicherweise unbemerkten kardialen Infarktätiologie inklusive der Möglichkeit einer prolongierten Herzrhythmusanalyse über ein bis drei Jahre.